# Сітчараки
Сітчара́ки (рос. Ситчараки, чув. Çитчарак) — присілок у складі Цівільського району Чувашії, Росія. Входить до складу Друговурманкасинського сільського поселення.
Населення — 163 особи (2010; 173 у 2002).
Національний склад:
- чуваші — 99 %